# Eleven Days, Eleven Nights (11 giorni, 11 notti)
Eleven Days, Eleven Nights (11 giorni, 11 notti) è un film del 1987 diretto da Joe D'Amato.

## Trama
A New Orleans, a bordo di un traghetto, il progettista Michael Terenzi incontra casualmente Sarah Asproon, una donnaccia che gli si concede completamente e i due consumano un breve ma focoso amplesso. Ma tra undici giorni esatti, Michael intende sposare la fidanzata Helen e all'incontro successivo lo rivela a Sarah, alla quale ciò pare irrilevante.
Tra i due nasce così un'intesa sessuale appagante, nella quale Sarah fa provare diverse sfumature dell'erotismo a Michael, tanto che questi inizia a trascurare Helen, trascorrendo sempre più tempo con Sarah, la quale però gli nasconde che in realtà lo sta "utilizzando" come ultimo soggetto del suo libro di prossima pubblicazione, intitolato "I miei 100 uomini", in cui descrive i rapporti sessuali da lei precedentemente avuti con altri 99 uomini "importanti".
Anche Sarah viene presa dalla passione per Michael e se n'innamora, ma quando gli rivela la verità, questo, profondamente deluso e adirato, decide di troncare definitivamente la relazione, tornando da Helen proprio nel giorno della celebrazione del loro matrimonio.

## Colonna sonora
La colonna sonora, composta da Piero Montanari, fu distribuita in LP su etichetta Beat Records Company (numero di catalogo LPF 068) nel 1987. Il brano Lover, lover, come to me è interpretato da Fulvya Moro, mentre Save tonight for me e  This is the power of love sono entrambe interpretate da Jacob Wheeler. I testi delle canzoni sono di Leonie Gane. Nel film è presente anche il brano Storia del cantante Michael Copson, in quel periodo presente nella hit-parade.

### Tracce
- 1 – Lover, lover, come to me (vocal) – 4:35
- 2 - Save tonight for me #1 – 3:56
- 3 - Today in New Orleans #1 – 1:40
- 4 - Save tonight for me #2 – 2:30
- 5 - This is the power of love (vocal) – 3:45
- 6 - Save tonight for me (vocal) – 3:57
- 7 - This is the power of love – 3:45
- 8 - Today in New Orleans #2 – 2:00
- 9 - Today in New Orleans #3 – 1:37

Durata totale: 25:45

## Sequel
Eleven Days, Eleven Nights (11 giorni, 11 notti) ha avuto due sequel ufficiali: Top Model (1988) (uscito all'estero come Eleven Days, Eleven Nights - The Sequel) e Eleven Days, Eleven Nights 2 (1990). In Top Model il personaggio di Sarah Asproon è interpretato ancora da Jessica Moore mentre in Eleven Days, Eleven Nights 2 è interpretato dall'attrice americana Kristine Rose.